# پت بارکر
پت بارکر (انگلیسی: Pat Barker؛ زادهٔ ۸ مهٔ ۱۹۴۳) رمان‌نویس اهل بریتانیا است.
وی همچنین به خاطر اثر جادهٔ ارواح برندهٔ جوایزی همچون جایزه ادبی من بوکر شده‌است.